# Österreichische Liga für die Vereinten Nationen
Die Österreichische Liga für die Vereinten Nationen wurde 1945 in unmittelbarem Zusammenhang mit den Vereinten Nationen selbst als eine Schnittstelle zwischen der UNO und der österreichischen Bevölkerung gegründet. In den ersten Jahren ihrer Existenz warb die Organisation für den Abschluss des Österreichischen Staatsvertrages und vor allem für den UNO-Beitritt Österreichs.
Im Laufe der Jahre gab es eine Vielzahl an Aktivitäten von Vorträgen, Ausstellungen, Konzerten und Reisen bis hin zu Wohltätigkeitsveranstaltungen, Ehrungen oder Briefmarken-Aktionen. Ebenso wurde ein UNO-Kalender und ein Magazin herausgegeben.
Die Organisation war von 1945 an mit unabhängigen Vereinen in mehreren Bundesländern vertreten. Der Wiener Verein wurde Ende 2008 mit der Österreichischen Gesellschaft für Außenpolitik vereint und organisiert seither als nunmehrige Österreichische Gesellschaft für Außenpolitik und die Vereinten Nationen (ÖGAVN) ein umfangreicheres Programm.